# San Joaquin (Californie)
Pour les articles homonymes, voir San Joaquin.
San Joaquin est une ville du comté de Fresno en Californie, aux États-Unis.

## Démographie
| 1930 | 1940 | 1950 | 1960 | 1970  | 1980  |
| ---- | ---- | ---- | ---- | ----- | ----- |
| 163  | 240  | 632  | 879  | 1 506 | 1 930 |

| 1990  | 2000  | 2010  | - | - | - |
| ----- | ----- | ----- | - | - | - |
| 2 311 | 3 270 | 4 001 | - | - | - |